# Participatory organization
En participatory organization är en organisation som är byggd baserad på människors deltagande, engelska participatory,  snarare än sina avtalsåtagande. 
De flesta av dagens organisationer är kontrakt/avtals-baserade. Kontrakten definierar en funktionell struktur som håller ihop en sådan organisation, genom att ålägga ömsesidiga skyldigheter emellan parterna. Till exempel är en anställd i en typisk organisation skyldig att utföra en viss funktion i utbyte mot tidigare överenskommen kompensation. 
Exempel på olika participatory organisationer:
- 3form community [1] (1998)
- Wikipedia (2001)
- DonationCoder community [2] (2004)